# 프록 코트

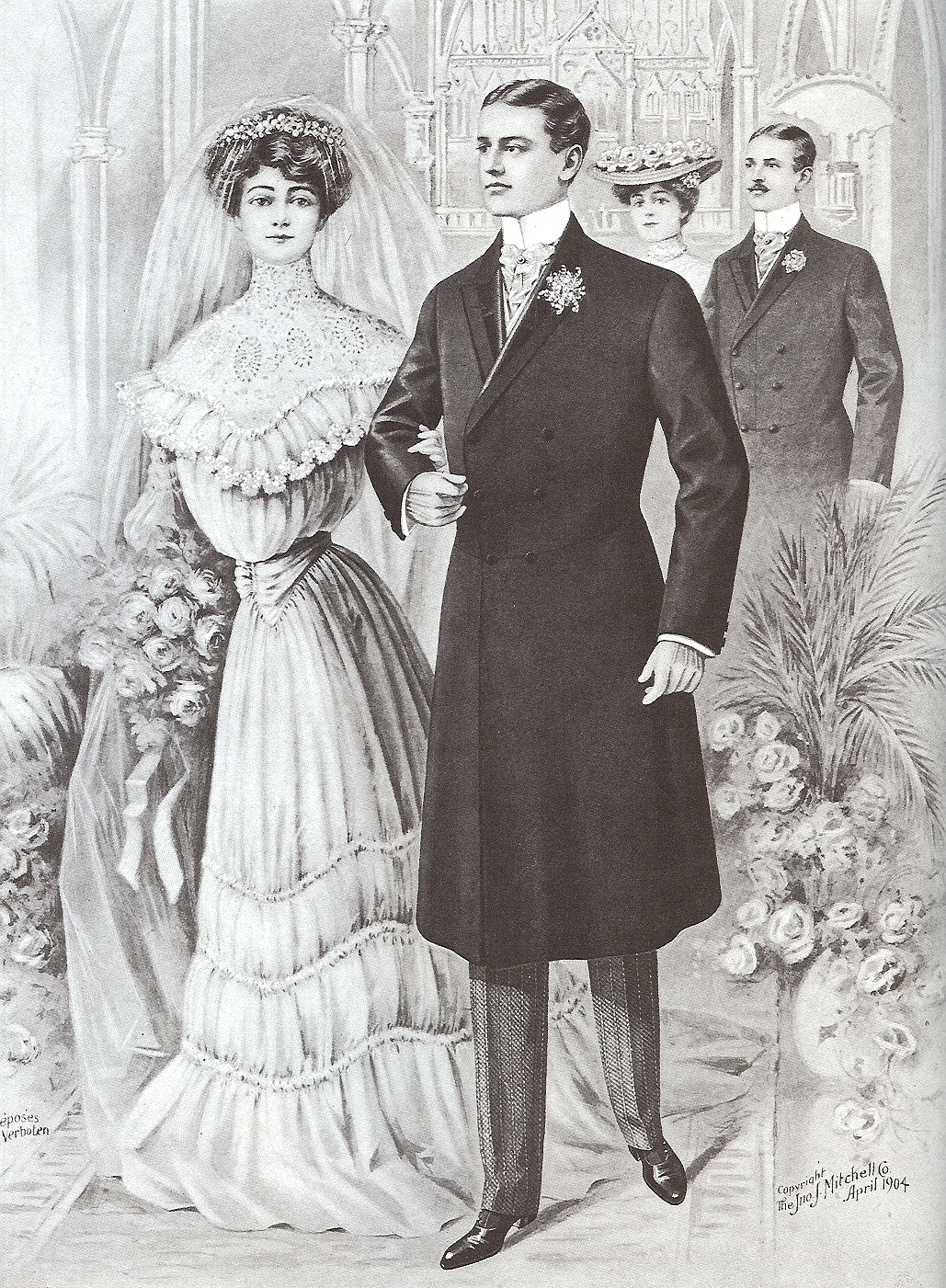
실크 라펠이 달린 검은색 더블브레스티드 프록 코트와 밝은 회색 조끼, 캐시미어 줄무늬 정장 바지, 단추가 달린 드레스 부츠, 밝은색의 장갑, 타이 핀이 달린 애스콧 매듭의 크라바트를 착용한 신랑의 결혼식 속 모습.(1904년 4월)

프록 코트(Frock coat)는 무릎 바로 위까지 내려오는 옷자락이 특징인 남성용 정장 코트로, 빅토리아 시대와 에드워드 시대(1830년대~1910년대)에 유행했다. 프록 코트는 뒤쪽 중앙에 벤트가 있는 몸에 꼭 맞는 긴소매 코트이며, 빅토리아 시대 이후의 복장에서는 흔하지 않은 몇 가지 특징이 있다. 여기에는 리버스 칼라와 라펠이 포함되는데, 라펠의 바깥쪽 가장자리는 종종 본체와 다른 천 조각에서 잘라내며, 조끼 주변의 허리를 매우 낮게 잡아서 코트의 허리 둘레가 가슴 둘레보다 작다. 이는 허리 옆면에 높은 수평 솔기를 두르고, 허리 위에 추가 패브릭 패널을 두어 원통형의 자연스러운 드레이프를 잡아당기는 방식으로 구현되었다. 또한 19세기의 모든 코트에서 흔히 볼 수 있듯이 어깨 패딩은 드물거나 최소한으로만 존재했다.
18세기 말 혁명의 시대에 남성들은 트리코르느와 쥐스토코르를 입지 않고 디렉투아르 양식, 즉 브리치스와 함께 입는 연미복이나 점차 판탈룬즈와 실크햇을 쓰는 스타일로 전환했다. 그러나 1820년대에 이르러 긴 바지와 함께 프록 코트가 도입되었는데, 이는 당시 캐주얼한 컨트리 레저 웨어인 프록에서 영감을 받은 것으로 보인다. 초기 프록 코트는 당시 드레스 코트 스타일의 높은 칼라와 볼륨 있는 라펠을 이어받았으며, 때로는 비교적 더 어두워지기는 했지만 다른 색상으로도 출시되었다. 하지만 그 후 몇 년이 지나자 검은색이 유일한 공식 색상이 되었고, 칼라도 적당한 높이로 조절되었다. 실크햇도 그 뒤를 따랐다.
검은색 프록 코트를 검은색 바지와 함께 입는 경우도 있었지만, 특히 낮에는 짙은 회색, 줄무늬 또는 체크 무늬의 정장 바지와 함께 입는 것이 일반적이었다. 노치(계단식) 라펠을 자랑하는 싱글 브레스티드 프록 코트는 일상적인 직업상의 인포멀 웨어와 더 관련이 있었다. 그러나 19세기 말부터 라운지 슈트가 점차 도입되면서 프록 코트는 낮에 입는 가장 격식 있는 예복(포멀 웨어)이 되었다. 특히 뾰족한 라펠이 달린 더블 브레스티드는 빅토리아 여왕의 부군인 앨버트 왕자의 이름을 따서 '프린스 앨버트'라고 불리기도 한다. 포멀한 프록 코트는 허리 솔기까지만 단추를 채우고, 뒤쪽에는 단추 한 쌍으로 장식했다. 높고 세워진 로만 칼라가 있고 성직자들이 목까지 단추를 채워 입는 카속은 동대의 프록 코트의 스타일과 조화를 이루었다.
19세기 후반에는 무릎 길이의 드레스 코트, 모닝 코트, 짧은 핏의 라운지 슈트가 모두 표준화되었다. 드레스 코트와 모닝 코트는 프록 코트처럼 무릎 길이의 코트이며 전통적으로 전신인 프록 코트와 허리 솔기를 공유하지만, 드레스 코트와 모닝 코트는 뒤쪽에 꼬리가 있는 스커트의 커터웨이로 구별된다. 1920년대부터 프록 코트는 점차 낮에 입는 정장이 아닌 커터웨이 모닝코트로 대체되기 시작했으며 1936년에는 영국 왕실의 접견 의전에서 제외되었다. 그 이후로 프록 코트는 공식적인 복장에서는 사실상 보기 힘들게 되었지만, 공식적인 결혼식과 전통 행렬에서는 여전히 사용된다.

## 명칭
프록 코트라는 이름은 중세 영어로 코트를 의미하는 프록(Frock)에서 따왔다.
이전 용어에서는 또한 영어 "승마용 코트"의 프랑스어 변형에서 파생된 'redingote'(또는 redingotte, redingot)를 사용했는데, 이는 언어의 역차용의 한 예이다.